# تلمبة غروه شهيد تشمران (نغار بردسير)
تلمبة غروه شهيد تشمران (بالإنجليزية: Tolombeh-ye Garuh Shahid Chamran)‏ هي مستوطنة تقع في إيران في كرمان.